# Усама ибн Зейд
Усама ибн Зейд ибн Хариса (араб. أسامة بن زيد بن حارثة‎; ум. в 678; Джурф, Медина, совр. Саудовская Аравия) — сподвижник пророка Мухаммада, сын Зайда ибн Харисы.

## Биография
Отец Усамы — Зейд, был невольником жены пророка Мухаммада Хадиджи, а мать Усамы — Умм Айман, была невольницей его отца Абдуллаха. После смерти отца, Мухаммад освободил Умм Айман, а после женитьбы Мухаммада на Хадидже, она подарила Зейда своему мужу. Мухаммад освободил Зейда и женил на Умм Айман. Приблизительно в 4 году от начала пророчества Мухаммада (614 г.) у Зейда и Умм Айман родился Усама. В момент смерти пророка Мухаммада Усаме было около 19 лет.
Пророк Мухаммад очень любил и уважал Усаму, и его отца Зейда. По причине своего несовершеннолетия, Усама не участвовал в сражениях при Бадре и Ухуде. Усама пытался пойти на войну, но пророк Мухаммад запретил ему делать это. Только в битве при Хандаке он получил от Пророка разрешение на участие в сражении и после стал участником всех остальных сражений между мусульманами и многобожниками.
В 632 году византийские войска участили нападения на населенные пункты в северной Аравии. В связи с этим, пророк Мухаммад распорядился снарядить и послать против византийцев армию. В этом походе намеревались принять участие Абу Бакр, Умар, Саад ибн Абу Ваккас, Саид ибн Зейд, Катада ибн ан-Нуман и другие, однако командиром этой армии был назначен молодой Усама. В связи с ухудшением состояния и кончиной пророка Мухаммада, выступившая в поход армия вернулась обратно. Усама помогал Али ибн Абу Талибу в организации похорон Пророка. После этого, по настоянию халифа Абу Бакра, он выступил в поход и достиг Сирии. Этот поход оказался успешным и армия под его командованием вернулась с большим количеством трофеев.
Усама ибн Зейд участвовал во многих сражениях в период правления халифов Абу Бакра и Умара. После убийства халифа Усмана, Усама не участвовал в гражданской войне в Халифате. Во время противостояния Али и Муавии он проживал в Сирии и не присоединился ни к одной из сторон. Затем он переехал в Вади аль-Кура (Северная Аравия), а в период правления халифа Муавии уехал в Медину.
Умер в местности Джурф, неподалеку от Медины. В момент смерти ему было около 60 лет.